# Lawa

Kaart van Lawa Rivier in Suriname

De Lawa (ook Aoua genoemd) is een grensrivier tussen Suriname en Frans-Guyana. De naam komt van het Portugese l'Agua wat water betekent.
De bronrivieren van de Lawa zijn de Litani en de Malani (ook Marouini of Marowini genoemd). Bij Stoelmanseiland gaat de Lawa weer verder als de Marowijne; ook is hier de monding van de Tapanahony.
In het middelste gedeelte van de loop van de Lawa zijn veel goudmijnen. In 1902 besloot de Surinaamse gouverneur Cornelis Lely tot de aanleg van de Lawaspoorweg vanaf Paramaribo naar Benzdorp in dit goudwinningsgebied. Van de spoorweg werd na tegenvallende goudopbrengsten echter alleen de eerste helft tot Dam aan de Sarakreek vanaf Paramaribo aangelegd.
Bij de overstromingen in Suriname in mei 2006 trad ook de Lawa buiten haar oevers.

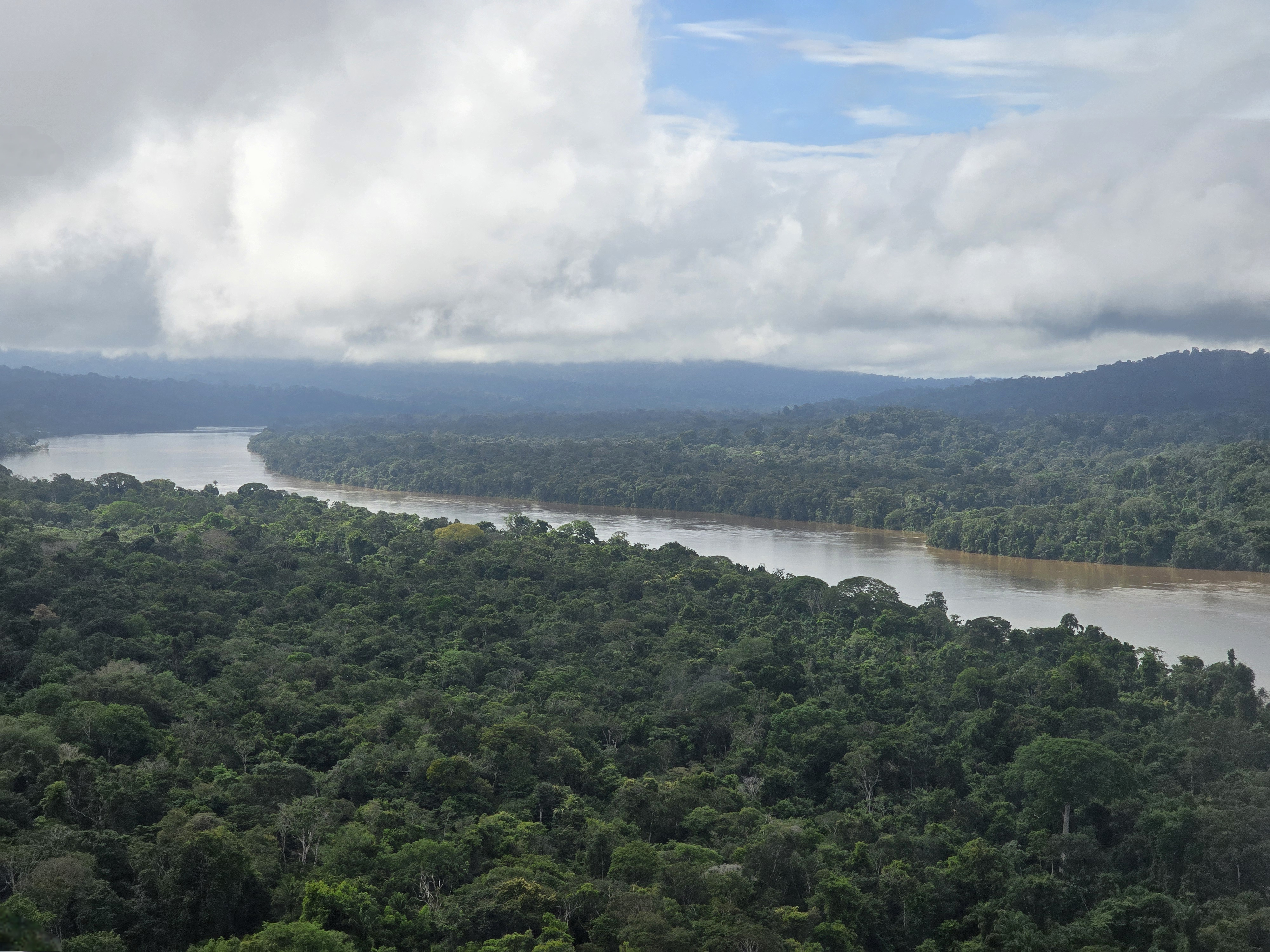
Foto van de Lawarivier in 2025

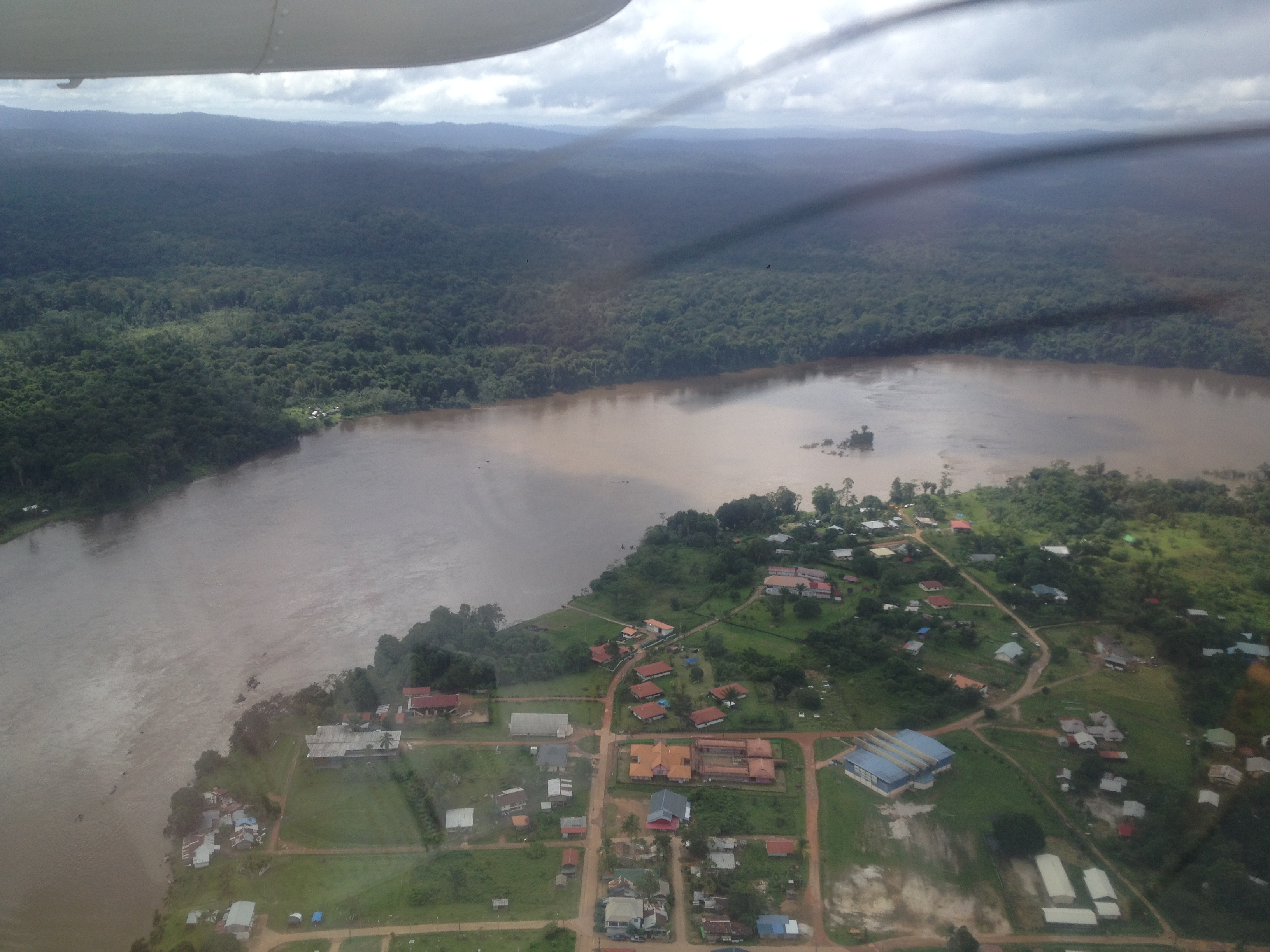
Maripasoula met de Lawa